# District de Yanggu
Pour les articles homonymes, voir Yanggu.
Le district de Yanggu est un district de la province du Gangwon, en Corée du Sud. Il est situé dans les monts Taebaek à la frontière avec la Corée du Nord. Bien qu'il soit éloigné des grands centres urbains et qu'il se dépeuple, ce district s'enorgueillit d'être au centre géographique de la péninsule coréenne.

## Histoire

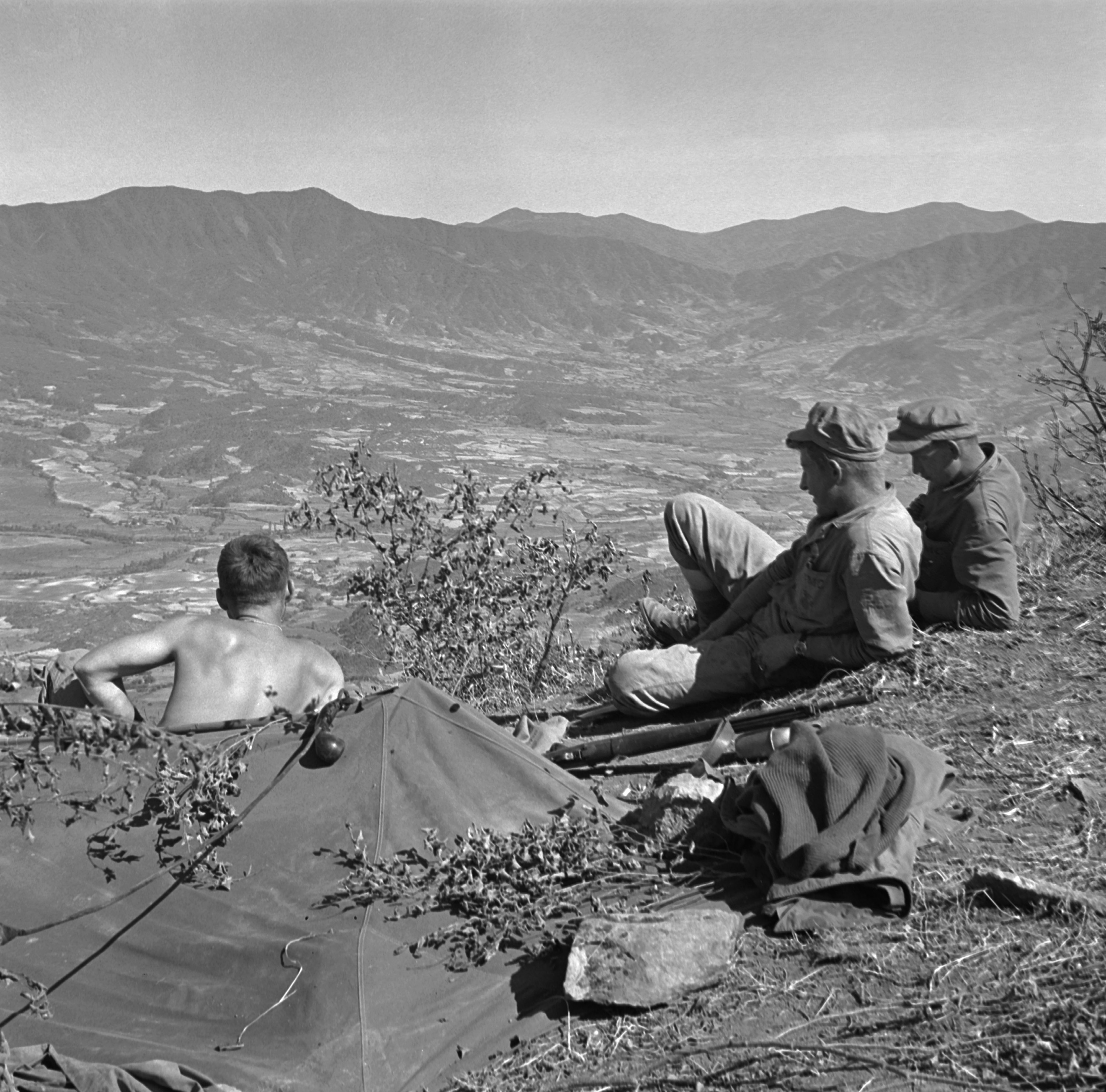
Soldats de la 1re division des Marines américains au-dessus de la vallée d'Haean pendant la guerre de Corée

Yanggu a d'abord été connu sous le nom de Yoeunholcha au temps du Koguryo. Il a été renommé en Yangnok en 757 puis en Yanggu sous la dynastie de Koryo.
En 1945, lors de la chute de l'empire du Japon, le district se retrouve dans la zone communiste car il est situé au nord du 38e parallèle. Ce n'est qu'après la guerre de Corée et après avoir été au cœur de nombreuses batailles telle que la celle de Crèvecœur  que le district passe sous le contrôle de la Corée du Sud.
Après guerre, la vie dans le district est marquée par la proximité de la zone démilitarisée. Jusque dans les années 1970, malgré l'interdiction, les habitants sont encore allés à la cueillette et à la chasse dans cette zone mais elle est maintenant devenue hermétique. Avec 17 000 militaires pour 21 000 habitants, les manœuvres sont fréquentes et des barrages sont souvent érigés. Auparavant, la population n'était pas autorisée à sortir lorsqu'une infiltration était soupçonnée. Dans les années 1960, trois soldats nordistes qui voulaient passer au sud avaient été éliminés. En mars 1990, le quatrième tunnel d'agression passant sous la zone avait été découvert et jusqu'en 2005, des haut-parleurs diffusaient de la propagande pour les gens d'en face.

## Géographie

Subdivisions du district de Yanggu

Au 1er janvier 2012, le district de Yanggu comptait 22 285 personnes dont 12 915 dans la sous-préfecture, Yanggu-eup. Le rapport entre les sexes est de 109 hommes pour 100 femmes et est plus élevé dans les villages. Durant les 50 dernières années, la population a été en baisse rapide, passant de 41 623 habitants en 1966 à 33 662 en 1980, 23 184 en 1995 et 19 252 en 2010. Le district est actuellement composé d'une cité (eup) et de quatre communes (myeon)
| Subdivisions                   | Habitants (2012) | Superficie (km2) | Densité (hab/km2) |
| ------------------------------ | ---------------- | ---------------- | ----------------- |
| Yanggu-eup (양구읍, 楊口邑)    | 12 915           | 173,62           | 74                |
| Nammyeon (남면, 南面)          | 3 936            | 135,26           | 29                |
| Dongmyeon (동면, 東面)         | 2 379            | 123,62           | 19                |
| Bangsan-myeon (방산면, 方山面) | 1 630            | 206,7            | 8                 |
| Haean-myeon (해안면, 亥安面)   | 1 425            | 61,52            | 23                |

Situé à l'intérieur des terres, le climat est continental avec une forte amplitude thermique, la température moyenne descendant à −7,9 °C en janvier et atteignant 25,6 °C en août. Yanggu est bien arrosé (1 340 mm de précipitations annuelles) et assez ensoleillé (2100 h/an).
Yanggu se trouve à 2 h 30 de Séoul, la capitale. Il est limitrophe des territoires de la ville de Chuncheon et des districts de Cheorwon, de Hwacheon, d'Inje et de Changdo, ce dernier étant en Corée du Nord dans le Kangwon et donc inaccessible.

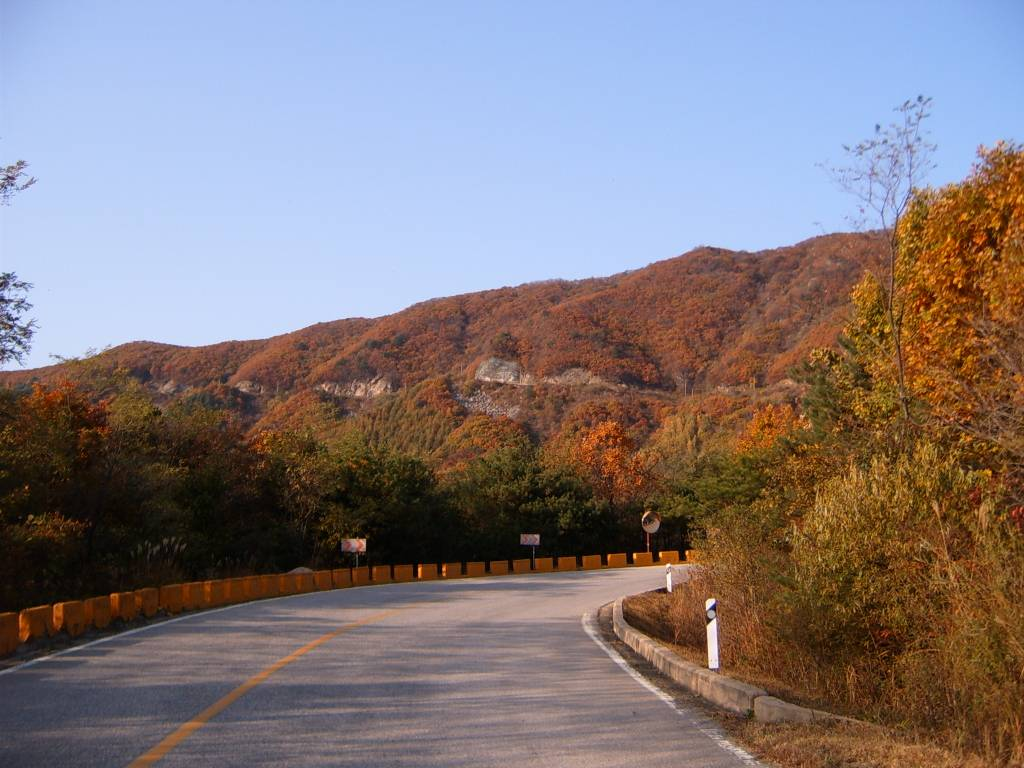
La route du col de Dolsan en automne

C'est une région forestière et montagneuse. Les principales montagnes sont le Yongmunsan (용문산, 1068ｍ), le Gachilbong (가칠봉, 1243ｍ)  et l'Eoeunsan (어은산, 1277ｍ). Le district possède deux grands lacs artificiels, le Paroho construit en 1943 sur le Bukhangang et dont les eaux remontent jusqu'au centre-ville de Yanggu et le lac Soyang depuis 1973. Ce dernier est un des plus grands de Corée et recouvre l'ancienne route menant à Chuncheon, la capitale provinciale ; il dispose de bateaux qui assurent le transport. Sur le Paroho, une ile artificielle ayant la forme de la péninsule coréenne a été construite.
Seules 11 % des terres sont cultivées tandis que les forêts et les champs occupent 74 % du terrain.

## Patrimoine
- Le musée préhistorique présente des vestiges du Néolithique et de l'âge du bronze provenant de Haean-myeon ainsi que des artefacts du Paléolithique découverts à Sangmuryong-ri et âgés de 100 000 ans. Ceux-ci ont été découverts en 1987 lorsque le Paroho avait été vidé pour permettre la construction du barrage de la paix. Le site est maintenant de nouveau recouvert par les eaux tout comme 20 dolmens du Néolithique[5].
- La commune de Bangsan était réputée pour la qualité de sa terre blanche et fournissait les poteries royales de la dynastie Joseon sises à Bunwon. Jusqu'à la dernière guerre, 40 fours produisaient aussi localement de la porcelaine  blanche ainsi que de la bleue et blanche en reprenant les formes de celle de Bunwon[6].
- Haean-myeon ayant été très disputé pendant la guerre de Corée et étant toujours en première ligne, le souvenir de la guerre est encore très présent. Le Mémorial de la guerre, ouvert en juin 2000, retrace les neuf principales batailles dans neuf salles d'exposition. Le hall de la Corée du Nord (ouvert en août 1996), le 4e tunnel (1,7 m de diamètre, découvert le 3 mars 1990) et la plateforme d'observation d'Eulji, bâtie en 1988 en tant qu'attraction touristique, jouent un rôle important dans l'éducation de la population à la sécurité nationale[7],[8].
- Les montagnes du Gangwon, surtout la zone démilitarisée et les zones où l'accès des civils est restreint, sont devenues un refuge pour la flore et la faune. En particulier, le goral, menacé car victime d'une chasse excessive dans la péninsule y dispose d'un centre de réintroduction. Dans la zone située au-delà de la ligne de contrôle civile, comme le bassin Dutayeon et à sa cascade ou au pic Gachilbong, les visiteurs doivent demander une autorisation préalable et ne peuvent se déplacer qu'en groupe[7].
- L’œuvre et la vie du peintre Park Soo Keun (1914-1965) sont commémorées au sein d'un musée construit à son lieu de naissance[9].

## Jumelages
- Chizu, Tottori, (Japon)
- Jianli (Chine)
- Saint-Mandé (France)